# هاني البحيري (لاعب بارالمبي)
هاني البحيري هو لاعب مصري، رياضي بارالمبي، شارك بشكل أساسي في منافسات دفع الجلة من الفئة F58.
شارك هاني ضمن ثلاث دورات بارالمبية، و احرزة على خمسة ميداليات. كانت أولى مبارياته في عام 1996 حيث فاز بالميدالية الفضية في دفع الجلة ورمي القرص F57. وفي دورة الألعاب البارالمبية الصيفية 2000 احرز هاني البحيري الميدالية الفضية الثانية في دفع الجلة ضمن فئة F58 وفاز ايضاً بالميدالية البرونزية في رمي الرمح لكنه لم يتمكن من تعزيز أدائه في عام 1996، في رمي القرص حيث تمكن فقط من احتلال المركز الرابع خلف زميلين مصريين. وقد جلبت له مبارياته الثالثة والأخيرة في عام 2004 الميدالية الثالثة في دفع الجلة وهذه المرة كانت الميدالية البرونزية.